# Nirvanin
Nirvanin ist die Bezeichnung des ersten Lokalanästhetikums aus der Aminoamidgruppe.
Es wurde zuerst von Alfred Einhorn synthetisiert und 1898 von den Farbwerken vorm. Meister Lucius & Brüning AG in den Handel eingeführt. Wegen seiner lokalen Reizwirkung und geringen Tiefenwirkung im Vergleich zur Referenzsubstanz Kokain, musste es wieder vom Markt genommen werden. Erst 1943 synthetisierte dann Nils Löfgren das heute noch in der Medizin genutzte und meist als erstes Aminoamid bezeichnete Lidocain, das zur Ausgangssubstanz für die Entwicklung weiterer Lokalanästhetika aus der Aminoamidgruppe wurde.